# Rathaus Soldin

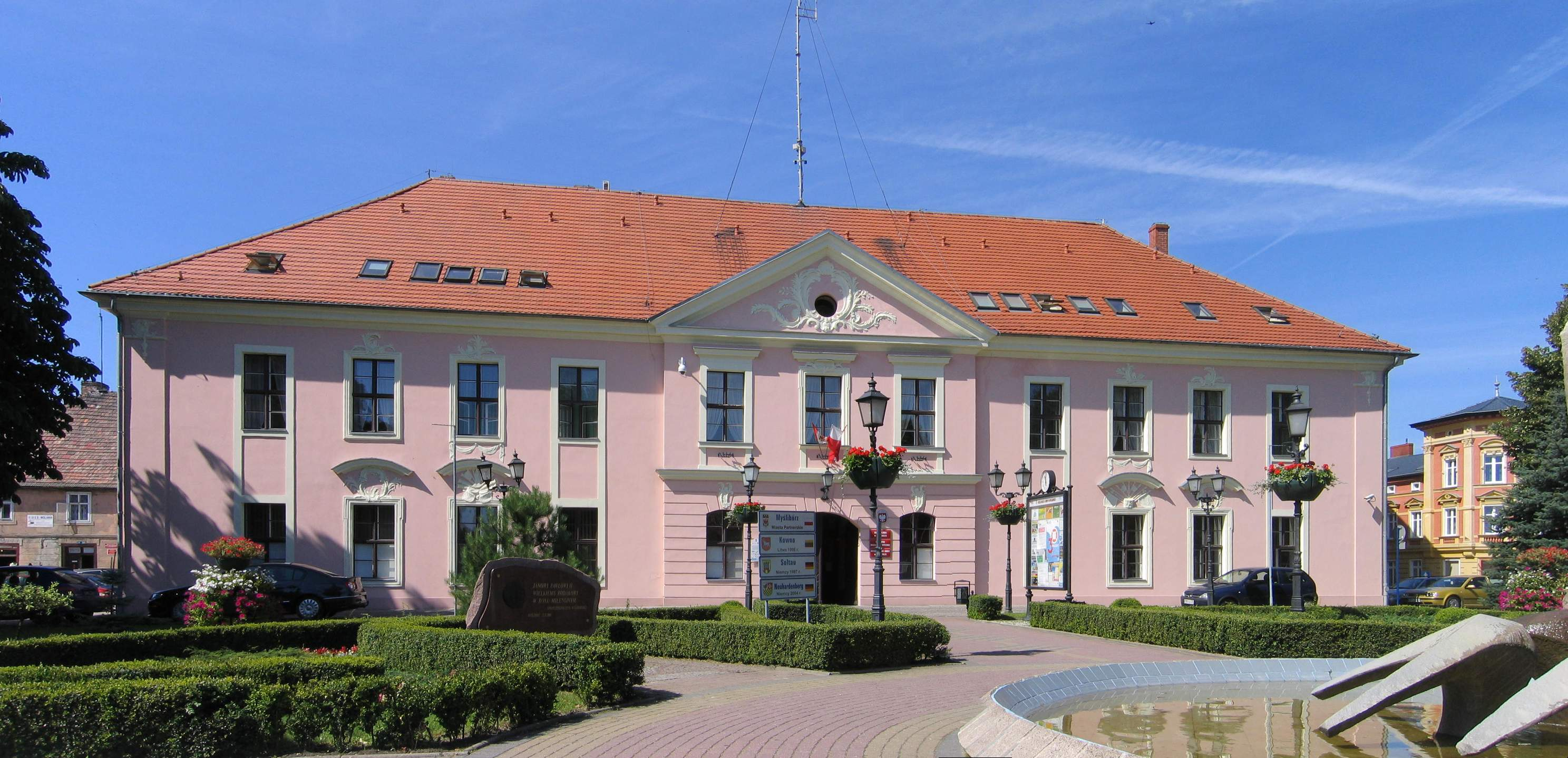
Rathaus Soldin (2012)

Das Rathaus in Soldin (polnisch Ratusz w Myśliborzu) im pommerschen, vormals preußischen, heute polnischen Myślibórz (Soldin).

## Geschichte
Das Bauwerk wurde 1771 anstelle des im 18. Jahrhundert ausgebrannten mittelalterlichen Rathauses im westlichen Teil des Marktes, möglicherweise auf mittelalterlichen Fundamenten, errichtet.

## Bauwerk
Der zweigeschossige Bau trägt ein Walmdach und verbindet in seinen Bauformen den barocken Klassizismus mit Details des Rokoko. Die symmetrischen Fassaden haben ein Sockelgeschoss, das von einem profilierten Gesims unter der Traufe gekrönt wird, und werden von hohen Pilastern eingerahmt. Die elfachsige Fassade ist durch einen dreiachsigen Mittelrisalit betont.

## Nachweise
- Jakub Szczepański: Rathäuser der polnischen Ostseeküste/Ratusze polskiego pobrzeża. Nadbałtyckie Centrum Kultury, 1996, S. 29.
- Ratusz. Abgerufen am 5. Januar 2022.